# Ptilinopus dupetithouarsii
Ptilinopus dupetithouarsii là một loài chim trong họ Columbidae.